# James Colliander
James Ellis Colliander (* 22. Juni 1967 in El Paso (Texas)) ist ein US-amerikanischer Mathematiker.
Colliander wuchs in El Paso und Hastings in Minnesota auf und studierte am Macalester College (Bachelor-Abschluss in Mathematik und Physik 1989). Nachdem er zwei Jahre als Forschungsphysiker am United States Naval Research Laboratory über optische Sensoren gearbeitet hatte, studierte er Mathematik und wurde 1997 bei Jean Bourgain an der University of Illinois at Urbana-Champaign promoviert (Dissertation: The Initial Value Problem for the Zakharov System). Als Post-Doktorand war 1997 am MSRI. 1999 war er Gastprofessor an der Université de Cergy-Pontoise in Frankreich. 1997 bis 2001 war er Morris Assistant Professor an der University of Chicago. 2001 wurde er Assistant Professor, 2004 Associate Professor und 2007 Professor an der Universität Toronto. Er ist Professor an der University of British Columbia und Direktor des Pacific Institute of Mathematical Sciences.
Als Mitglied des I-Teams um Terence Tao (mit weiteren Mitgliedern Markus Keel, Gigliola Staffilani, Hideo Takaoka) gelangen ihm bedeutende Fortschritte in der Theorie nichtlinearer partieller Differentialgleichungen wie der nichtlinearen Schrödingergleichung. Dabei entwickelten sie auch einige einflussreiche neue Techniken wie Fast-Erhaltungssätze.
2003 bis 2005 war er Sloan Research Fellow. 2007 erhielt er den McLean Award der University of Toronto. 2005 hatte er eine Forschungsprofessur am MSRI, 2007 war er Gastprofessor an der Paris-Süd und Paris-Nord in Villetancuse.

## Schriften (Auswahl)
- mit L. A. Rubel: Entire and Meromorphic Functions, Springer 1996

Mit J. Keel, G. Staffilani, H. Takaoka, T. Tao:
- Global well-posedness for Schrödinger equations with derivative, SIAM J. Math. Anal., Band 33, 2001, S. 649–669.
- A refined global well-posedness result for Schrödinger equations with derivative,  SIAM J. Math. Anal., Band 34, 2002, S. 64–86.
- Almost conservation laws and global rough solutions to a nonlinear Schrödinger equation, Math. Res. Lett., Band 9, 2002, S. 659–682.
- Sharp global well-posedness for KdV and modified KdV on {\displaystyle \mathbb {R} } and {\displaystyle \mathbb {T} }, J. Amer. Math. Soc., Band 16, 2003, S. 705–749.
- Multilinear estimates for periodic KdV equations, and applications,  J. Funct. Anal., Band  211, 2004, S. 173–218.
- Global existence and scattering for rough solutions of a nonlinear Schrödinger equation on {\displaystyle \mathbb {R} ^{3}},  Comm. Pure Appl. Math., Band 57, 2004, S. 987–1014.
- Symplectic nonsqueezing of the KdV flow, Acta Mathematica, Band 195, 2005, S. 197–252,
- Global well-posedness and scattering for the energy-critical nonlinear Schrödinger equation in {\displaystyle \mathbb {R} ^{3}},  Ann. of Math., Band 167, 2008, S. 767–865.
- Transfer of energy to high frequencies in the cubic defocusing nonlinear Schrödinger equation, Inventiones mathematicae, Band 181, 2010, S. 39–113

Weitere Aufsätze:
- mit Jean Bourgain: On wellposedness of the Zakharov system, International Mathematics Research Notices, 1996 (11), S. 515–546
- mit F. Michael Christ, Terence Tao: Ill-posedness for nonlinear Schrödinger and wave equations, Arxiv 2003
- mit F. Michael Christ, Terence Tao: Asymptotics, frequency modulation, and low regularity ill-posedness for canonical defocusing equations, Amer. J. Math., Band 125, 2003, S. 1235–1293.
- mit T. Oh: Almost sure well-posedness of the cubic nonlinear Schrödinger equation below {\displaystyle L^{2}(\mathbb {T} )}, Duke Mathematical Journal, Band 161, 2012, S. 367–414